# Su Shulin
Su Shulin (chinesisch 苏树林, Pinyin Sū Shùlín; * 1962 im Kreis Dong’e, Provinz Shandong) ist ein chinesischer Manager und Politiker.

## Leben
Su wuchs als Kind eines Landarbeiters in Heilongjiang auf. Mit 17 Jahren wurde er zum Studium der Wirtschafts- und Ingenieurwissenschaften am Daqing Petroleum Institute zugelassen. Er schloss das Studium 1983 ab. Der Kommunistischen Partei Chinas (CPC) trat er 1985 bei. Er erwarb 1999 einen Master am Harbin Institute of Technology in China.
Su Shulin arbeitete für den chinesischen Ölkonzern PetroChina in den Ölfeldern von Daqing und machte dort in kurzer Zeit eine steile berufliche Karriere. Schließlich war er von 1999 bis 2006 Vorstandsmitglied von PetroChina, dem größten börsennotierten Unternehmen der Welt. Er hatte ab 2002 in der Muttergesellschaft von PetroChina, China National Petroleum Corporation (CNPC) die Funktionen als Deputy General Manager, Vizepräsident und Mitglied des führenden Firmenparteikommittees. Von 2007 bis 2011 war Su Vorsitzender des chinesischen Unternehmens Sinopec; ihm folgte Fu Chengyu.
Von 2002 bis 2012 war er Kandidat des Zentralkomitee der Kommunistischen Partei Chinas und im November 2012 wurde er als Vollmitglied des ZK gewählt. 2011 wurde er Gouverneur der Provinz Fujian.
Am 7. Oktober 2015 gab die Zentrale Disziplinarkommission der Kommunistischen Partei Chinas unvermittelt bekannt, dass sie gegen Su eine Untersuchung wegen schwerwiegenden Verstößen gegen die Parteidisziplin eingeleitet habe. Im November 2015 wurde er als Gouverneur von Fujian durch Yu Weiguo abgelöst.